# Casével (Castro Verde)
Pour les articles homonymes, voir Casével.
Casével est une ancienne paroisse civile portugaise (en portugais : freguesia) de la municipalité de Castro Verde dans le district de Beja.
La loi no 11-A/2013 du 28 janvier 2013, portant réorganisation administrative du territoire des freguesias, fusionne Casével avec la paroisse voisine de Castro Verde pour former l’União das Freguesias de Castro Verde e Casével (dont le siège est à Castro Verde).